# Horusornis vianeyliaudae
Horusornis vianeyliaudae — викопний вид яструбоподібних птахів, що існував у пізньому еоцені в Європі. Виокремлюють у власну родину Horusornithidae

## Скам'янілості
Рештки птаха знайдено у відкладеннях формації Керсі у Франції.